# لیگ دسته دوم فوتبال عربستان سعودی
لیگ دسته دوم فوتبال عربستان سعودی سطح سوم لیگ حرفه‌ای فوتبال عربستان سعودی است. ۳۲ تیم در ۲ گروه ۱۶ تیمی در این لیگ بازی می‌کنند.